# Garvergården
Garvergården er et bindingsværkshus fra omkring år 1600 der ligger i Vestergade i Køge. Bygningen har været ejet af skomagere og garvere i næsten 200 år, fra 1732 og frem til 1920'erne, og er et af de tilbageværende minder, fra Køges fortid som centrum for skomageri og garvning i Danmark. Bygningen ligger ud til gaden og har en længe på den ene side. Begge dele blev fredet i 1918.

## Historie
Garvergården er opført mellem 1595 og 1600, og er den ældste bevarede bygning i Vestergade. Det er en af de få huse, der overlevede en stor brand i 1633, der ødelagde en stor del af det vestlige og sydlige Køge. Den første kendte ejer af huset var skipper Albret Gudmandsen. Han døde i 1634, og kort efter giftede hans enke sig med en anden skipper ved navn Mads Nielsen, som døde i 1646. I 1650 giftede den rige enke sig med den lokale pastor i Sankt Nilocas Kirke, Christian Madsen Tausen, i en alder af 53. Parret flyttede til Norge, da han blev udpeget som biskop af Stavanger i 1661.
Den første skomager, der ejede bygningen, købte den i 1732. Køge var på dette tidspunkt centrum for dansk skomageri og garvning. Byens skomagere havde fået kongelig tilladelse til at sælge deres produkter på markeder i mange byer på Sjælland. De skomagere, der ejede bygninger langs Køge Å var normalt også garvere, og byen blev hjem for adskillige specialiserede garverier. En opgørelse fra 1800 viser, at Køge havde i alt 25 skomagere. Med deres familier, ansatte og tjenere blev det til i alt 193 personer, ud af Køges befolkning på 1.526.
En garver overtog bygningen i 1808. Den sidste garver der ejede den var Julius Christensen, som købte Garvergården i 1882, og han fortsatte med at drive garveri her frem til begyndelsen af 1920'erne. Stueetage byggede han om til en butik. Bernina Syeksperten overtog butikken i 1983, og har drevet den som butik siden. I dag hedder den dog Byens Sycenter.